# یواس‌اس میکا (دی‌یی-۱۷۶)
یواس‌اس میکا (دی‌یی-۱۷۶) (به انگلیسی: USS Micka (DE-176)) یک کشتی بود که طول آن ۳۰۶ فوت (۹۳ متر) بود. این کشتی در سال ۱۹۴۳ ساخته شد.